# Reacción aldólica de Tíshchenko
La reacción aldólica de Tíshchenko es una reacción de cascada que tiene como participantes a una reacción aldólica y a una reacción de Tíshchenko. En síntesis orgánica es un método para convertir aldehídos y cetonas a compuestos de Hidroxilo-1,3. La secuencia de la reacción se inicia, en muchos casos, de la conversión de una cetona a un enol gracias a diisopropilamiduro de litio (LDA). El diol de monoéster luego es convertido en un diol por la hidrólisis. Con ambos, el acetilo de trimetilsilano
y el propiofenono como reactivos, el dio se considera como un diastereoisómero puro